# São Sebastião metróállomás
A São Sebastião metróállomás a lisszaboni metró kék és piros metróvonalán. Az Avenida António Augusto de Aguiar-on található a São Sebastião da Pedreira negyedben.

## Története
A São Sebastião kék vonali állomása egyike annak a 11 állomásnak, amelyek az 1959. december 29-én megnyitott eredeti lisszaboni metróhálózathoz tartoznak. 

## Jellemzői
Az állomás az António Augusto de Aguiar sugárút és a Rua Marquês de Fronteira utca kereszteződésének közelében található. Innen elérhető az Eduardo VII park, az El Corte Inglés bevásárlóközpont, a Calouste Gulbenkian alapítvány székhelye, a lisszaboni központi mecset és az Universidade Nova de Lisboa Campolide kampusza. A legújabb lisszaboni metróállomásokhoz hasonlóan ez az állomás is ki tudja szolgálni a mozgássérült utasokat; több lift és mozgólépcső könnyíti meg az aluljáró és a peronok megközelítését.

### Kék metróvonal
A kék metróvonal eredeti állomásának építészeti terveit Francisco Keil do Amaral, a dekorációt pedig Maria Keil festőművész készítette. 1997. április 18-án Dinis Gomes építész tervei alapján megnyitották a kibővített állomást, aminek keretében meghosszabbították a peronokat és megépítették az északi előcsarnokot. A díszítést ekkor is Maria Keil festőművész készítette.
2009-ben befejeződött az északi átrium átalakítása, valamint a déli átrium és a peronok felújítása, Tiago Henriques építészeti tervei alapján. A felújítási munkálatok a piros metróvonal bővítésének a része volt, amely során egy összekötő folyosót építettek a piros vonal állomásához. Emiatt 2009. május 23. és június 29. között le kellett zárni az állomást és ez idő alatt a vonatok csak áthaladtak az állomáson.

### Piros metróvonal
2009. augusztus 29-én megnyitották a piros metróvonal állomását Tiago Henriques építészeti tervei alapján, a piros vonal Saldanha állomásával egy időben, összekötve azt a kék és a zöld metróvonallal. A dekorációt Maria Keil festőművész készítette.

## Fordítás
Ez a szócikk részben vagy egészben  az   Estação São Sebastião című portugál Wikipédia-szócikk ezen változatának fordításán alapul.  Az eredeti cikk szerkesztőit annak laptörténete sorolja fel. Ez a jelzés csupán a megfogalmazás eredetét és a szerzői jogokat jelzi, nem szolgál a cikkben szereplő információk forrásmegjelöléseként.